# Salagena fetlaworkae
Salagena fetlaworkae is een vlinder van de familie van de Metarbelidae. De wetenschappelijke naam van de soort is voor het eerst gepubliceerd in 1977 door Pierre-Claude Rougeot.
De soort komt voor in Ethiopië.